# ديفيد ويلسون
ديفيد ويلسون (بالإنجليزية: David Wilson) (6 سبتمبر 1994 بغلاسكو في المملكة المتحدة - ) هو مدرب كرة قدم ولاعب كرة قدم بريطاني في مركز الوسط. لعب مع نادي بارتيك ثيسل.

## وصلات خارجية
- ديفيد ويلسون على موقع قاعدة بيانات كرة القدم.إي يو (الإنجليزية)
- ديفيد ويلسون على موقع Soccerbase.com (لاعب) (الإنجليزية)